# オレグ・ツォコフ
オレグ・ユーリエヴィチ・ツォコフ (ロシア語: Олег Юрьевич Цоков) は、ロシアの軍人、将軍。
ロシア陸軍において南部軍管区副司令官を務めた。2023年、ウクライナによるミサイル攻撃を受けて戦死した。

## 経歴
1971年9月23日、ソ連軍人ユーリ・ゲオルギエヴィチと物理・数学学者のアラ・イワノヴナの息子として生まれた。1994年より軍務を開始し、第1次チェチェン紛争、グロズヌイの戦い、第2次チェチェン紛争に参加した。
2016年12月12日、少将に昇進。

### 2022年ロシアによるウクライナ侵攻
ツォコフは2022年ロシアによるウクライナ侵攻に参加した。2022年9月、ウクライナ大統領府顧問オレクシイ・アレストヴィチは、ツォコフが第144親衛自動車化狙撃師団を指揮中に負傷したと主張した。ロシアのメディアはツォコフの負傷を確認したが、実際にはツォコフは2022年夏から第20親衛諸兵科連合軍を指揮していた。負傷から回復後、ツォコフは南部軍管区副司令官に就任、2023年2月17日には中将に昇進した。
2023年2月25日、EUの制裁リストに追加された。それ以外にも2022年12月にイギリスおよびニュージーランド、2023年2月2日にスイスから制裁対象とされた。
2023年7月11日、ロシア占領下のザポリージャ州ベルジャンシク港でイギリスが供与したウクライナのストームシャドウによる攻撃を受け戦死した。なおこの件についてロシア国防省は反応していない。アディゲ共和国の首都マイコープで葬式が行われた模様。